# Нижнехозятово
Нижнехозя́тово (баш. Түбәнге Хәжәт) — деревня в Чишминском районе Республики Башкортостан Российской Федерации. Входит в состав Чишминского сельсовета.

## География

### Географическое положение
Расстояние до:
- районного центра (Чишмы): 13 км,
- центра сельсовета (Чишмы): 12 км,
- ближайшей ж/д станции (Чишмы): 13 км.

## Население
| 2002 | 2009 | 2010 |
| ---- | ---- | ---- |
| 244  | ↗265 | ↘246 |

Национальный состав
Согласно переписи 2002 года, преобладающая национальность — башкиры (95 %).

## Известные уроженцы
- Рахим Саттар (1912—1943) — поэт.
- Хасанов, Анас Габбасович (1937—1997) — министр внутренних дел Республики Башкортостан (1990—1995), председатель законодательной палаты Государственного собрания — Курултая Республики Башкортостан (1995—1997).